# Rairakhol

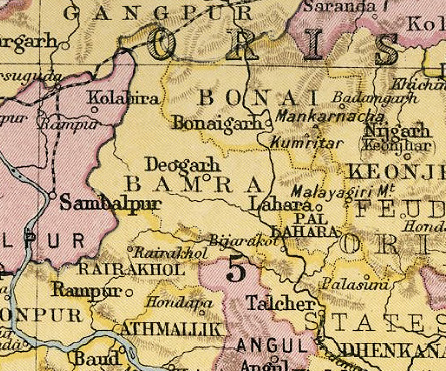
Nomenclàtor imperial de l'Índia

Rairakhol fou un estat tributari protegit a Bengala (a Orissa) amb una superfície de 2.157 km². Estava inclòs dins les Províncies Centrals però el 1905 fou transferit a Orissa (part de Bengala). Estava situat al sud-est del districte de Sambalpur i tenia a nord i sud els estats de Bamra i Sonpur. La capital era a Rampur amb 1.416 habitants. La major part de l'estat era muntanyós i selvàtic però hi havia algunes zones planes al nord i sud. La família reial es considerava rajput kadambansi i branca de la família de rages de Bonai. La població el 1881 era de 17.750 habitants en 199 pobles i viles; el 1901 era de 26.888 habitants repartits en 319 pobles. La llengua comuna era el oriya; també es parlava el munda i el oraon. La casta principal eren els chases seguits de gandes i sudhs. Les tribus eren els kols (mundes i oraons) i els gonds. Els únics rius eren els rierols de Chanpali and Tikkira.
L'estat fou feudatari de Bamra però fou separat d'aquesta dependència i constituït com un dels estats de Garjhat pels rages de Patna al segle XVIII. Rairakhol, Bonai, Seraikhela i Kharswan eren branques de la mateixa família reial, descendents de quatre germans rathors rajputs del Rajasthan.
La tradició diu que la guerra entre Bamra i Rairakhol fou constant i que una vegada tota la família de Rairakhol fou aniquilada excepte un noi que es va amagar amb una dona butka sudh que el va situar en una forquilla suportada per quatre muntants, i quan el raja de Bamra es va presentar els sudhs van jurar que no sabien on era i van assegurar que si mentien que el deu els destruís; el raja satisfet de la resposta va abandonar el lloc i el noi es va salvar i quan fou gran va tornar al seu regne i el va recuperar. La casa de Rairakhol considerava als butka sudhs com els seus parents materns i els tenia concedits diversos pobles.
El raja Bishan Chandra Deo Janamuni (nascut el 1818) va morir el 1900 després d'ocupar el tron 75 anys; el seu net Gauro Chandra Deo Janamuni, de 30 anys, el va succeir però se li va imposar un diwan o ministre. L'agent britànic era el comissionat de Chhattisgarh fins al 1905 i després el comissionat d'Orissa. El raja va morir jove el 1906 havent adoptat a Lal Bir Chandra Deo, fill petit del raja Nilambar Chandra Deo de Bonai que va governar fins al 1948 i va morir el 1973.